# أوبو فايند إكس
أوبو فايند إكس هو الهاتف الذكي الرائد 2018 من سلسلة Oppo Find، وقد تم إطلاقه في 19 يونيو 2018 في باريس بواسطة أوبو. يتميز Find X بتصميم مختلف عن الهواتف الذكية التقليدية، حيث يحتوي على كاميرا ميكانيكية منبثقة. يحتوي الهاتف على نسبة شاشة إلى نسبة 93.8٪ ، مما يشير إلى أن الجهاز مزود بأرقي الحواف في السوق أثناء إطلاقه.

## مواصفات

### البرمجيات
يأتي Oppo Find X مع Android 8.1 Oreo.